# Rome (Ohio)
Rome è un comune degli Stati Uniti d'America della contea di Adams nello Stato dell'Ohio. La popolazione era di 98 persone al censimento del 2010.

## Geografia fisica
Rome è situata a 38°39′51″N 83°22′50″W (38.664266, -83.380456).
Secondo lo United States Census Bureau, ha un'area totale di 0,26 miglia quadrate (0,67 km²).

## Storia
Rome fu progettata nel 1835 da William Stout. Il villaggio prende il nome da Roma in Italia, secondo la storia locale. Nonostante il villaggio è ufficialmente noto come Rome, è spesso chiamato "Stout"; anche un ufficio postale del villaggio si chiama "Stout", e non "Rome". Un ufficio postale chiamato Stout è stato in funzione dal 1893.

## Società

### Evoluzione demografica
Secondo il censimento del 2010, c'erano 94 persone.

### Etnie e minoranze straniere
Secondo il censimento del 2010, la composizione etnica della città era formata dal 95,7% di bianchi, il 2,1% di nativi americani,  e il 2,1% di due o più etnie. Ispanici o latinos di qualunque etnia erano l'1,1% della popolazione.